# Haircut
Haircut è un film documentario sperimentale del 1963 scritto e diretto da Andy Warhol.